# Olivier Cloarec (football)
Olivier Cloarec, dirigeant du RC Vannes
Pour les articles homonymes, voir Cloarec.
Olivier Cloarec, né le 4 mars 1974 à Pont-l'Abbé (Finistère), est un dirigeant de football. Il est l'actuel président du Toulouse FC depuis le 15 juillet 2025.
Ancien secrétaire et directeur général du Dijon FCO entre 2013 et 2021, il est nommé directeur général adjoint du Stade rennais FC en avril 2021, puis occuper les fonctions de président exécutif et directeur général entre mai 2022 et octobre 2024.

## Biographie
Olivier Cloarec naît le 4 mars 1974 à Pont-l'Abbé, dans le Finistère, en Bretagne,.
Il décroche une maitrise de droit à l'université de Bretagne-occidentale à Brest puis continue ses études en diplôme d'études supérieures spécialisées à l'université de Strasbourg. Il réalise, dans le cadre de son master en marketing et gestion du sport, un stage au sein du RC Strasbourg pour une durée de six mois. Il restera au club et deviendra par la suite responsable du marketing, de la communication et du merchandising du club de 1999 à 2004.

### Dijon FCO
De 2013 et 2014 puis de 2015 et 2018, Olivier Cloarec occupe le poste de secrétaire général au sein du Dijon FCO. Il est nommé par la suite directeur général du club en 2018. Il quitte ses fonctions en avril 2021 pour rejoindre le Stade rennais FC.

### Stade rennais FC
Le 26 janvier 2021, le Stade rennais FC annonce la venue future d'Olivier Cloarec au poste de directeur général adjoint,,,.
Le 24 mai 2022, il est nommé président exécutif et directeur général du Stade rennais FC à la suite du retrait de Nicolas Holveck à cause de sa maladie,,,.
Le 4 octobre 2024, il est remplacé dans ses fonctions par Arnaud Pouille, ancien directeur général du RC Lens de 2017 à 2024,,,. L'actionnaire du club breton, François-Henri Pinault, remercie Olivier Cloarec : « Olivier a eu la lourde tâche d’assumer la direction générale par intérim lors de la maladie de Nicolas Holveck puis comme Président exécutif à part entière. Je tiens à saluer son engagement et son professionnalisme exemplaire au service du Stade rennais FC dans un contexte complexe ».

### Toulouse FC
Le 8 juillet 2025, Olivier Cloarec est nommé président du Toulouse FC et succède ainsi à Damien Comolli qui a rejoint la Juventus FC,. Il aura pour mission principale de travailler en collaboration avec la direction pour poursuivre les succès enregistrés depuis l’acquisition du Téfécé par RedBird Capital Partners en 2020.